# Bob, le flambeur
Bob, le flambeur (Bob, el jugador ) es una película francesa de Jean-Pierre Melville estrenada en 1956.

## Sinopsis
Bob (Roger Duchesne) es un viejo gánster y ludópata (jugador compulsivo) que no desaprovecha ninguna ocasión para meterse en cualquier partida. En realidad, vive la vida como lo que piensa que es: un juego. Alguien le propone el último gran golpe de su vida con el que quizás se podría retirar, un plan perfectamente planeado para atracar el casino de Deauville en uno de sus días de mayor recaudación.

## Reparto
- Roger Duchesne (Robert "Bob" Montagné)
- Isabelle Corey (Anne)
- Daniel Cauchy (Paulo)
- Guy Decomble (el comisario Lebru)
- André Garet (Roger)
- Gérard Buhr (Marc)
- Claude Cerval (Jean)
- Colette Fleury (Suzanne, la esposa de Jean)
- Simone Paris (Yvonne)
- Howard Vernon (McKimmie)
- René Havard (el inspector Morin)

- Datos: Q1257189